# 许东亮
许东亮（1915年3月22日—2008年），原名许乃昌，曾用名许开盛，福建金门人，印尼侨领。

## 生平
许东亮出生于金门，抗日战争爆发后为避战乱逃亡新加坡，后赴印尼苏门答腊实武牙经商。1950年起在雅加达定居。此后他与友人苏秀荣共同创办“公大行”商行，并曾兼任《生活报》财政、雅加达中华侨团总会财务主任等职。1960年印尼排华期间，他协助组织了中华侨团总会的撤侨工作。
1965年九三〇事件爆发后，许东亮移居香港。他在香港了又创办了大众动力机械有限公司与华丰国货有限公司。1980年华侨大学董事会成立，他出任董事会副董事长。他还曾任旅港福建商会理事长、香港中华总商会常务会董等。许东亮是第六、第七届全国政协委员，福建省政协常委，广东省人大代表，中国侨联常委，中国工商联委员。2002年获华侨大学名誉博士学位，并被授予香港榮譽勳章。2008年逝世，终年93岁。